# David Wendell Guion
David Wendel(l) Guion (* 15. Dezember 1892 in Ballinger/Texas; † 17. Oktober 1981 in Dallas/Texas) war ein US-amerikanischer Pianist und Komponist.

## Leben
Guion war der Sohn des Farmers und Richters John Isaac Guion II und Enkel des Gouverneurs von Mississippi John Isaac Guion. Seine Mutter war eine versierte Pianistin und Sängerin. Er hatte fünf ältere und zwei jüngere Geschwister. Bereits in frühen Jahren wurde seine musikalische Begabung entdeckt, und er bekam in San Angelo Klavierunterricht von Charles Finger. Im Alter von vierzehn Jahren besuchte er die Whipple Academy in Jacksonville, Illinois, danach studierte er am Polytechnic College (heute Texas Wesleyan University) in Fort Worth bei Wilbur MacDonald. Nach dessen Tod setzte er seine Ausbildung an der k.k. Akademie für Musik und darstellende Kunst bei Leopold Godowsky fort. Nach dem Ausbruch des Ersten Weltkrieges kehrte er nach Texas zurück.
Er begann seine musikalische Laufbahn als Klavier- und Musiklehrer am Daniel Baker College (heute Howard Payne University) in Brownwood. Eine seiner ersten Kompositionen war der Ragtime Texas Fox Trot, der bei M. Witmark & Sons erschien, von vielen Pianisten gespielt und 1918 von Muriel Pollock auf einer Notenrolle aufgenommen wurde. 
Ähnlich erfolgreich war sein Song Old Maid Blues, interpretiert von Nora Bayes. Angeregt von den Liedern der Plantagenarbeiter, die er als Kind kennengelernt hatte, entstanden die Arrangements für Klavier und Stimme Darkey Spirituals, als deren Interpretin sich Marie Lussi einen Namen machte. Erfolgreich war auch sein Arrangement von Turkey in the Straw, über das Percy Grainger urteilte:

“His transcription of the popular folk song, 'Turkey in the Straw' is a kind of national anthem. His setting of it is a great cosmopolitan masterpiece worthy of rank with the Chopin Mazurkas and the Liszt Rhapsodies. Guion's work is close to the greatest classics of all time.”

Ab 1920 unterrichtete Guion an der Southern Methodist University und anderen Schulen in Dallas. 1922 wurde er Dekan des Fairmount Conservatory of Music in Wichita, Kansas, später unterrichtete er am Chicago Musical College und an einer Schule in Estes Park, Colorado. 1929 zog er nach New York. Dort trat er als Pianist im Roxy Theater und in einer eigenen Cowboymusik-Show Prairie Echoes auf. Hier erreichte sein Arrangement von Home on the Range aus dem Jahr 1905 den Rang eines Standards der „Cowboymusik“. In den 1930er Jahren trat er mit einem eigenen Orchester in Radioshows auf, die den Anstoß zur Ära der „singenden Cowboys“ wie Gene Autry und Roy Rogers gaben. In Zusammenarbeit mit Lussi entstand in seiner New Yorker Zeit auch die Folk-Oper Suzanne. Das Stück Shingandi, ursprünglich für Cecil B. DeMilles Film Madam Satan konzipiert und 1931 von Paul Whiteman in der Orchestration von Ferde Grofé aufgeführt, war 1933 die Musik zu einem Ballett Theodore Kosloffs.
1932 kehrte Guion nach Dallas zurück. Dort komponierte er 1936 die Musik zur Show Cavalcade of Texas anlässlich der Einhundertjahresfeier des Staates Texas. 1950 wurde ihm im Rahmen einer David Guion Week von der Howard Payne University ein Ehrendoktortitel verliehen. Als Auftragswerk des Houston Symphony Orchestra entstand 1952 die Texas Suite. Die National Federation of Music Clubs ehrte ihn 1955 als Amerikas bedeutendsten Folkmusikkomponisten.